# Caestus

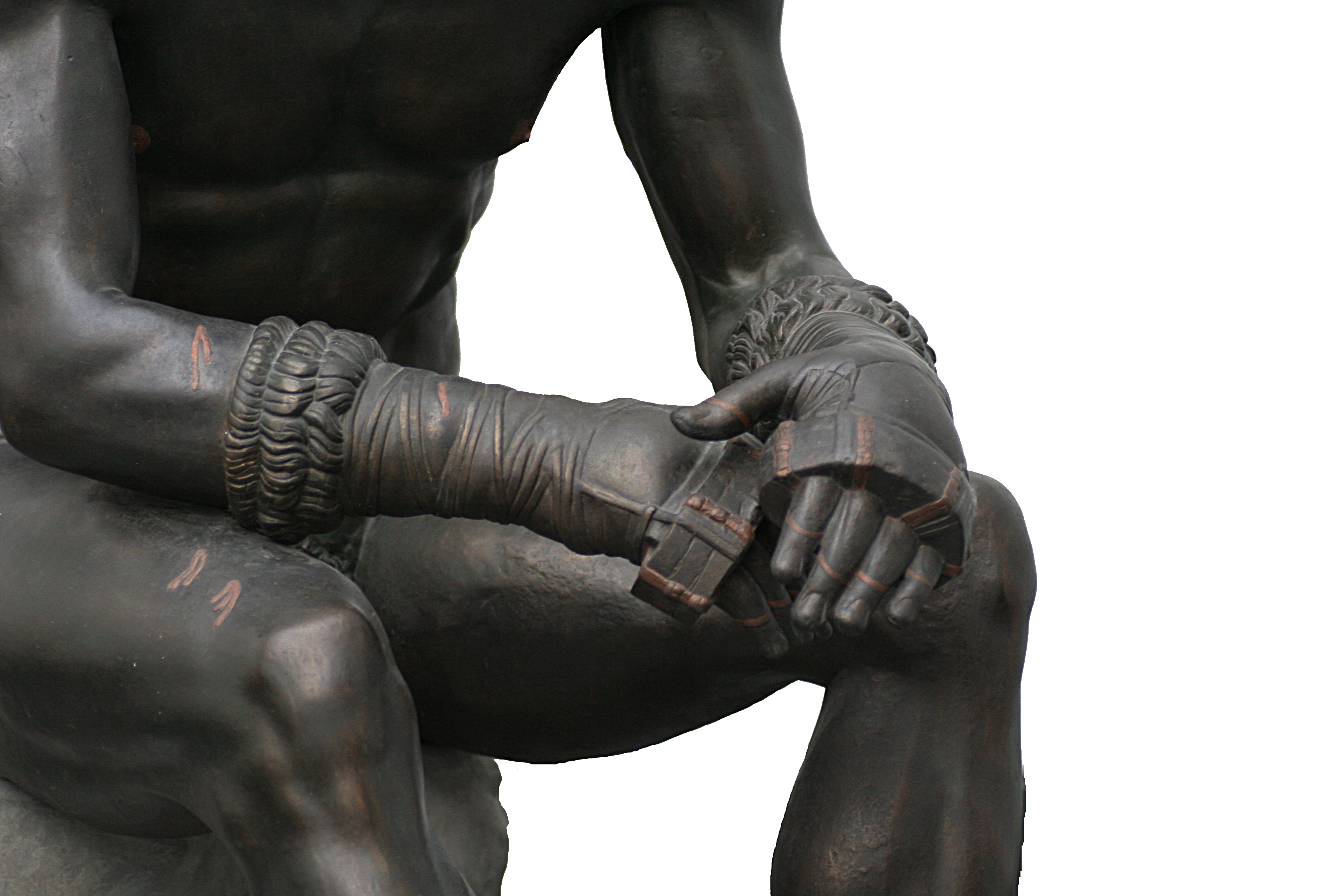
Il caestus sulle mani del Pugile in riposo

Il caestus è un antico guanto da combattimento, talvolta usato nel pancrazio.
La parola latina caestus (pl. caestūs) deriva dal verbo caedere, che significa "colpire", e non è dunque correlata al cestus, un tipo di cintura indossato dalle donne dell'Antica Grecia.

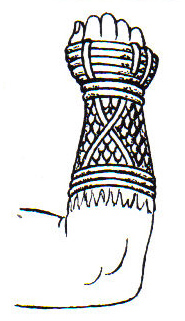
Un caestus

La prima versione di un caestus per combattere era costituita da una serie di cinghie di cuoio che venivano allacciate sulla mano. I greci lo usavano nei loro combattimenti corpo a corpo, nei quali l'unico risultato che contava era il fuori combattimento.

I romani ne modificarono la struttura aggiungendovi delle parti di metallo, incluse punte, borchie e placche di ferro. Delle varianti di questa arma fanno parte il myrmex, che causava molte lesioni agli arti, e lo sphairai, originariamente greco, costituito da sottili cinghie di cuoio provviste di lame taglienti.

Il caestus fu usato frequentemente nei combattimenti gladiatorii romani, dove contendenti senza altre armi - soprattutto degli schiavi – lottavano fino alla morte. Questa forma di pugilato divenne sempre più sanguinosa finché il caestus fu proibito ufficialmente nel I secolo a.C.

Il combattimento corpo a corpo fu bandito nell'anno 393. La rappresentazione più famosa del caestus nella scultura è il Pugile in riposo; la statua è chiamata anche Pugile del Quirinale, in quanto scoperta nel 1885 su un versante del Quirinale, ed è raffigurata seduta con alle mani i caestūs. 

La statua si trova a Palazzo Massimo alle Terme, Museo Nazionale Romano, a Roma.